# Blåvingad flaggpapegoja
Blåvingad flaggpapegoja (Prioniturus verticalis) är en fågel i familjen östpapegojor inom ordningen papegojfåglar.

## Utseende och läten
Blåvingad flaggpapegoja är en 30 centimeter lång grön papegoja med de för släktet karakteristiska förlängda spatelformade mittersta stjärtfjädrarna. Huvudet är starkt grönt med blå hjässa, hos hanen med en röd fläck högst upp. Kroppen är gulgrön, mörkast på vingarna med blå ton på handpennorna. De yttre stjärtfjädrarna är svartspetsade och "flaggstjärten" är likaså svart. Näbben är gråvit. Lätet är ett trumpetande.

## Utbredning och systematik
Fågeln är endemisk för Suluöarna. Den behandlas som monotypisk, det vill säga att den inte delas in i några underarter.

## Status och hot
Blåvingad flaggpapegoja har en mycket liten världspopulation på uppskattningsvis under 250 vuxna individer. Den tros också minska kraftigt och allt ökande i antal till följd av skogsavverkning och förföljelse. Internationella naturvårdsunionen IUCN kategoriserar därför arten som akut hotad.